# Michel Veillette
Pour l’article homonyme, voir Veillette.
Michel Veillette (né le 6 octobre 1939) fut un gérant, technicien-spécialiste en agronomie et homme politique fédéral du Québec.

## Biographie
Né à Saint-Maurice dans le comté de Champlain, il devint député du Parti libéral du Canada dans la circonscription fédérale de Champlain en 1979. Réélu en 1980, il fut défait par le progressiste-conservateur Michel Champagne en 1984. Tentant un retour en 1993, il fut à nouveau défait, cette fois par le bloquiste Réjean Lefebvre.
Durant son passage à la Chambre des communes, il fut secrétaire parlementaire du ministre de la Consommation et des Corporations en 1984.